# AEG C.IV
AEG C.IV byl německý dvoumístný průzkumný dvouplošník, který vstoupil do služby v roce 1916. Letoun C.IV byl odvozen od typu AEG C.II, ale rozdíl od něj byl o trochu delší a byl vybaven dopředu střílejícím pevným kulometem Spandau ráže 7,92 mm. Letoun měl i vodorovné ocasní plochy s třípolohovým nastavením. Mimo své služby v průzkumu, letoun sloužil i jako doprovod bombardérů. A to navzdory tomu, že se ukazovalo, že nemá pro tuto úlohu dostatečný výkon. Nicméně se typ C.IV stal jednoduše nejúspěšnějším typem ze všech letounů AEG řady B a C během 1. světové války. I když jsou údaje neúplné, odhaduje se, že bylo postaveno kolem 400 letounů tohoto typu, které vydržely ve službě až do konce války.
Varianta C.IV.N byla zkonstruována v roce 1917 jako prototyp nočního bombardéru. Letoun byl osazen motorem Benz Bz.III a měl i zvětšené rozpětí křídel. Další variantou byt typ C.IVa, který byl poháněn motorem Argus As III s výkonem 130 kW (180 k).
Letouny C.IV sloužily i u bulharského letectva a u osmanských vzdušných sil.

## Specifikace (AEG C.IV)
Technické údaje pocházejí z publikace „German Aircraft of the First World War“.

### Technické údaje
- Posádka: 2
- Rozpětí: 13,46 m
- Délka: 7,15 m
- Výška: 3,35 m
- Nosná plocha: 39 m²
- Plošné zatížení: ? kg/m²
- Prázdná hmotnost: 800 kg
- Vzletová hmotnost: 1 120 kg
- Pohonná jednotka: 1× řadový motor Mercedes D.III
- Výkon pohonné jednotky: 120 kW

### Výkony
- Cestovní rychlost: ? km/h ve výšce ? m
- Maximální rychlost: 158 km/h ve výšce ? m
- Dolet: 450 km
- Dostup: 5 000 m
- Stoupavost: 2,78 m/s
- Výstup do 1 000 m: 6 minut

### Výzbroj
- 1× pevný kulomet LMG 08/15 „Spandau“ ráže 7,92 mm střílející dopředu
- 1× pohyblivý kulomet Parabellum MG 14 ráže 7,92 mm ovládaný pozorovatelem

- až 100 kg bomb

## Uživatelé
Bulharsko
- Bulharské letectvo

 Německá říše
- Luftstreitkräfte

 Polsko

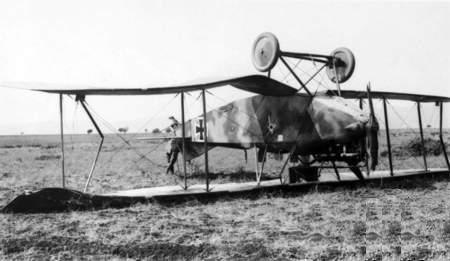
AEG C.IV

- Polské letectvo používalo po válce 64 letounů.

 Turecko
- Osmanské vzdušné síly